# Boyanka Kostova
Boyanka Kostova –en búlgaro, Боянка Костова– (Plovdiv, Bulgaria, 10 de mayo de 1993) es una deportista búlgara, nacionalizada azerbaiyana, que compite en halterofilia.
Ganó una medalla de oro en el Campeonato Mundial de Halterofilia de 2015 y cinco medallas en el Campeonato Europeo de Halterofilia entre los años 2010 y 2021.

## Palmarés internacional
| Representando a Bulgaria   |                          |                  |           |
| Campeonato Europeo         |                          |                  |           |
| Año                        | Lugar                    | Medalla          | Categoría |
| 2010                       | Minsk (Bielorrusia)      | Medalla de plata | 53 kg     |
| Representando a Azerbaiyán |                          |                  |           |
| Campeonato Mundial         |                          |                  |           |
| Año                        | Lugar                    | Medalla          | Categoría |
| 2015                       | Houston (Estados Unidos) | Medalla de oro   | 58 kg     |
| Campeonato Europeo         |                          |                  |           |
| Año                        | Lugar                    | Medalla          | Categoría |
| 2012                       | Antalya (Turquía)        | Medalla de oro   | 58 kg     |
| 2015                       | Tiflis (Georgia)         | Medalla de oro   | 58 kg     |
| 2016                       | Førde (Noruega)          | Medalla de oro   | 58 kg     |
| 2021                       | Moscú (Rusia)            | Medalla de oro   | 59 kg     |